# Kurt Ove Johansson
Kurt Ove Johansson, född 1 juli 1934 i Holmsunds församling i Västerbottens län, är en svensk socialdemokratisk politiker och bror till Thure Jadestig. Han var riksdagsledamot 1973–1976 och 1979–1998, invald i Malmö kommuns valkrets. Han är son till stuveriarbetaren Edvin Johansson och Ruth Johansson, född Lindström.
Johansson gick i folkhögskola 1955–1957, var fabriksarbetare i Holmsund 1948–1954 och lagerföreståndare 1957–1958. Han var ombudsman för SSU Västerbotten 1958–1959 och förbundet 1960–1961 samt SAP-distriktet Skåne 1962–1973 och 1976–1979.
Kurt Ove Johansson var styrelseledamot i Institutet för vatten- och luftvårdsforskning 1976–1978, i Datainspektionen från 1982 och i Sveriges Riksradio AB från 1982. Han var ledamot i tystnadspliktskommittén 1975, i fastighetsbildningsutredningen från 1979, i datalagstiftningskommittén 1983–1984, i data och offentlighetskommittén från 1984 och i presstödsutredningen från 1985. Johansson var styrelseledamot i Malmö arbetarekommun, ordförande i SAP-föreningen Tygelsjö 1973–1976 samt styrelseledamot i Malmö kommunala bostads AB.
Han motionerade 1983 i riksdagen tillsammans med andra socialdemokrater om att få till en skatt på allt datoranvändande. Som man kan läsa om i denna motion "1983/84:596 av Kurt Ove Johansson (s) och Stig Gustafsson (s) I motionen yrkas att riksdagen hos regeringen begär en utredning om alt beskatta eller avgiftsbelägga användningen av datorer."